# Tyrrhenaria ceratina
La chiocciola corsa (Tyrrhenaria ceratina (Shuttleworth, 1843)) è una chiocciola della famiglia Helicidae, endemica della Corsica. È l'unica specie del genere Tyrrhenaria.

## Descrizione

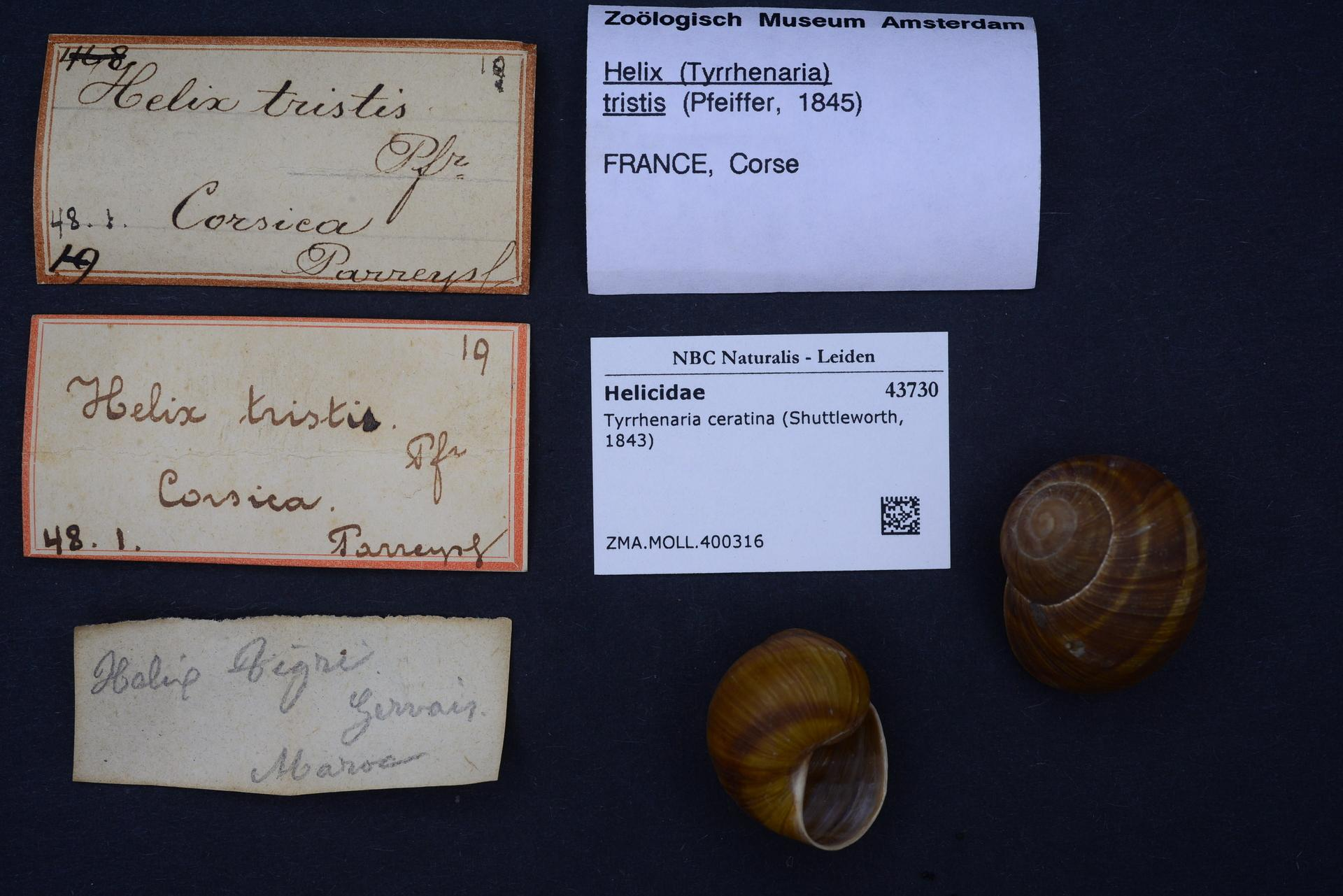

La conchiglia della chiocciola corsa somiglia superficialmente a quella della specie Cornu aspersum, avendo una simile forma globosa, ed essendo ornate da bande scure e sprovviste di ombelico. Quella della specie corsa, tuttavia, è nettamente più piccola: 25 mm al massimo contro 45 mm. Il guscio è molto sottile e l'apertura della conchiglia (peristoma) è più spessa (negli adulti di Cornu aspersum il peristoma è spesso e bianco).
La suola del piede di questa specie è particolarmente sviluppata, estendendosi lateralmente in una misura eccezionale per una chiocciola mentre è attiva. Questa particolarità potrebbe essere un adattamento allo spostamento su substrati sabbiosi e mobili.

## Biologia
Si tratta d'una specie essenzialmente notturna, che si muove solo di notte o nelle giornate piovose. Di giorno e nei periodi caldi, s'infossa nella sabbia sino a circa 60 cm di profondità. La chiocciola di Corsica s'interra facilmente, lasciando in superficie solo un monticello di sabbia.

### Alimentazione
Il regime alimentare delle chiocciole è determinato con l'analisi dei loro escrementi (coprologia). I vegetali consumati sono identificati dai resti d'epidermide caratteristici di ogni specie botanica.
L'alimentazione di Tyrrhenaria ceratina varia secondo le stagioni, ma la specie si nutre sempre di materiali vegetali, freschi di primavera o in gran parte morti d'autunno. Nell'80% dei casi, qualunque sia la stagione, la sua alimentazione comprende foglie, fiori o baccelli di ginestra di Salzmann; vi compaiono anche Matthiola sinuata e  Jasione montana come pure delle graminacee, oltre a muschi e licheni ed altri materiali organici ottenuti ingerendo la sabbia.

### Riproduzione
Il periodo della riproduzione dura dalla fine d'agosto a metà ottobre. Dopo qualche giorno dagli accoppiamenti le uova, in numero di una ventina al massimo, sono deposte sotto la sabbia in una cavità consolidata da muco. La schiusa avviene entro 15-16 giorni.
Osservazioni in terrario mostrano che i giovani non lasciano il nido sotterraneo se non dopo un periodo da una quindicina giorni a tre settimane, dopo il quale possono incontrarsi. Fino a questo momento non si sa se vivono delle proprie riserve o se sono in grado di nutrirsi di piccoli frammenti di ginestra. Occorrono poi da 2 a 4 anni per il raggiungimento dell'età adulta; possono vivere da 6 a 10 anni.

## Distribuzione e habitat
Attualmente l'areale della specie si limita a una ristretta fascia costiera di circa 6 ettari dietro alla spiaggia di Ricantu (anche scritto Ricanto) a sud-est di Ajaccio, nelle immediate vicinanze dell'aeroporto di Ajaccio Campo dell'Oro. Dopo la sua scoperta nel 1843, è stata osservata solo nello stesso settore di Campo dell'Oro. In epoca storica, cioè durante il XIX secolo, la sua distribuzione massima in questa zona così ristretta non avrebbe potuto superare una cinquantina d'ettari.
Scavi archeologici nelle regioni di Bastia e Bonifacio riferiti ad epoche comprese tra i 7000 ed i 2500 anni a. C. hanno tuttavia permesso di rinvenire conchiglie che, sebbene leggermente più grandi delle attuali, sono state riferite a questa specie. Durante il Neolitico, la distribuzione di Thyrrenaria in Corsica era dunque ben più ampia di oggi. Non è noto se la regressione è dovuta a cause climatiche o antropiche (modifiche ambientali, utilizzo alimentare...).

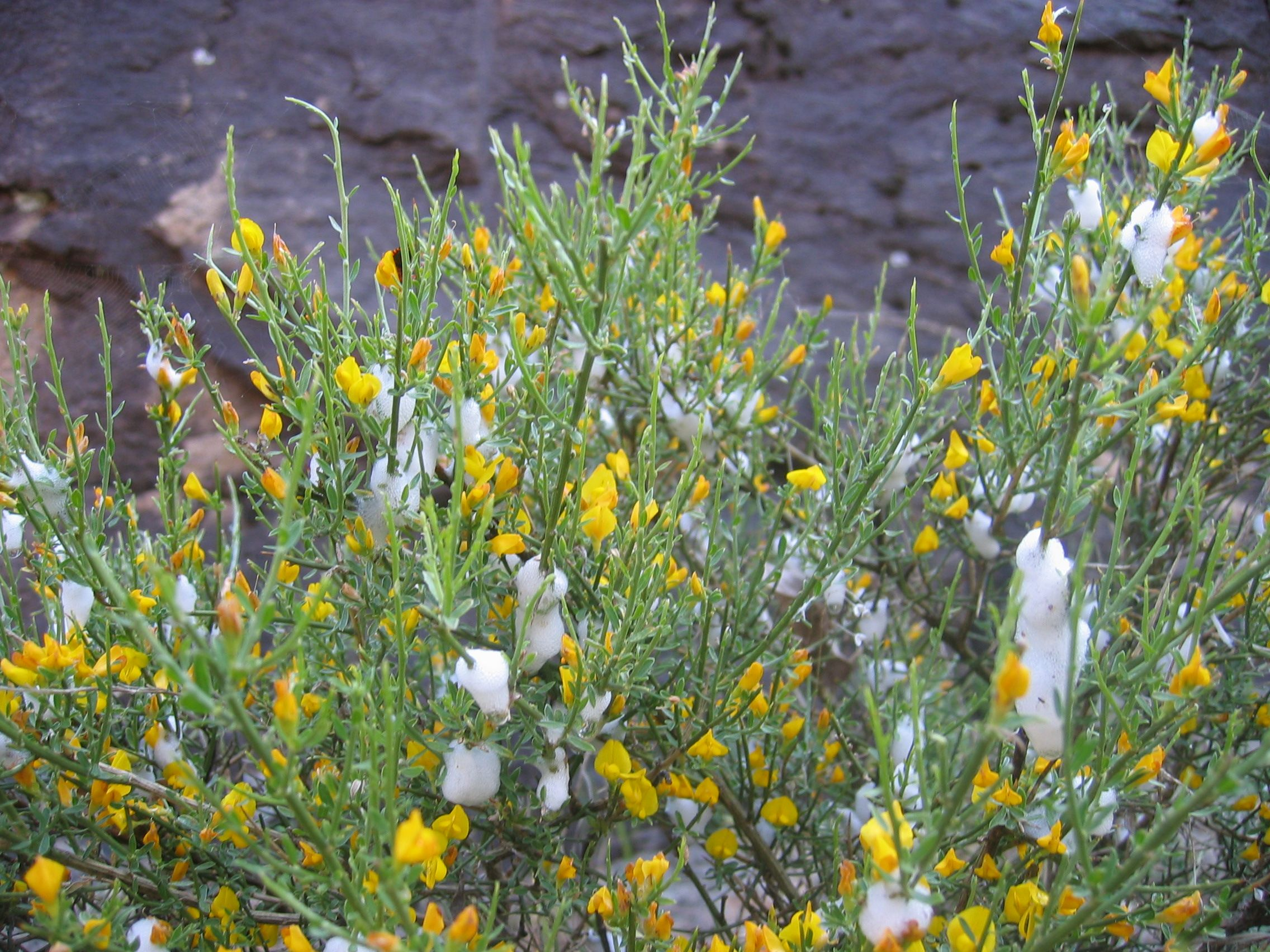
La ginestra di Salzmann, elemento essenziale dell'habitat della chiocciola corsa

L'ambiente della chiocciola corsa sul Campo dell'Oro è costituito da duna e da una piana sabbiosa parzialmente inondata, quest'ultima colonizzata da una vegetazione arbustiva dominata dalla ginestra di Salzmann e dalla scrofularia ramosa. L'ambiente ha un aspetto generale di landa a mosaico, ossia un'alternanza di zone densamente boscate, di radure e di spazi nettamente spogli. Localmente tale ambiente è molto degradato per la frequentazione e le attività umane, o invaso da piante ruderali.
Nei settori di vegetazione a mosaico la chiocciola è più abbondante: evita la vegetazione densa e allo stesso modo preferisce i suoli mobili e diviene più rara sui terreni denudati o compattati dalla frequentazione umana.

## Conservazione
La Lista rossa IUCN classifica Tyrrhenaria ceratina come specie in pericolo critico di estinzione (Critically Endangered).
Il suo habitat naturale, ridotto a 6 ettari nella periferia di Ajaccio, è minacciato dallo sviluppo periurbano della città.